# Aiyanar

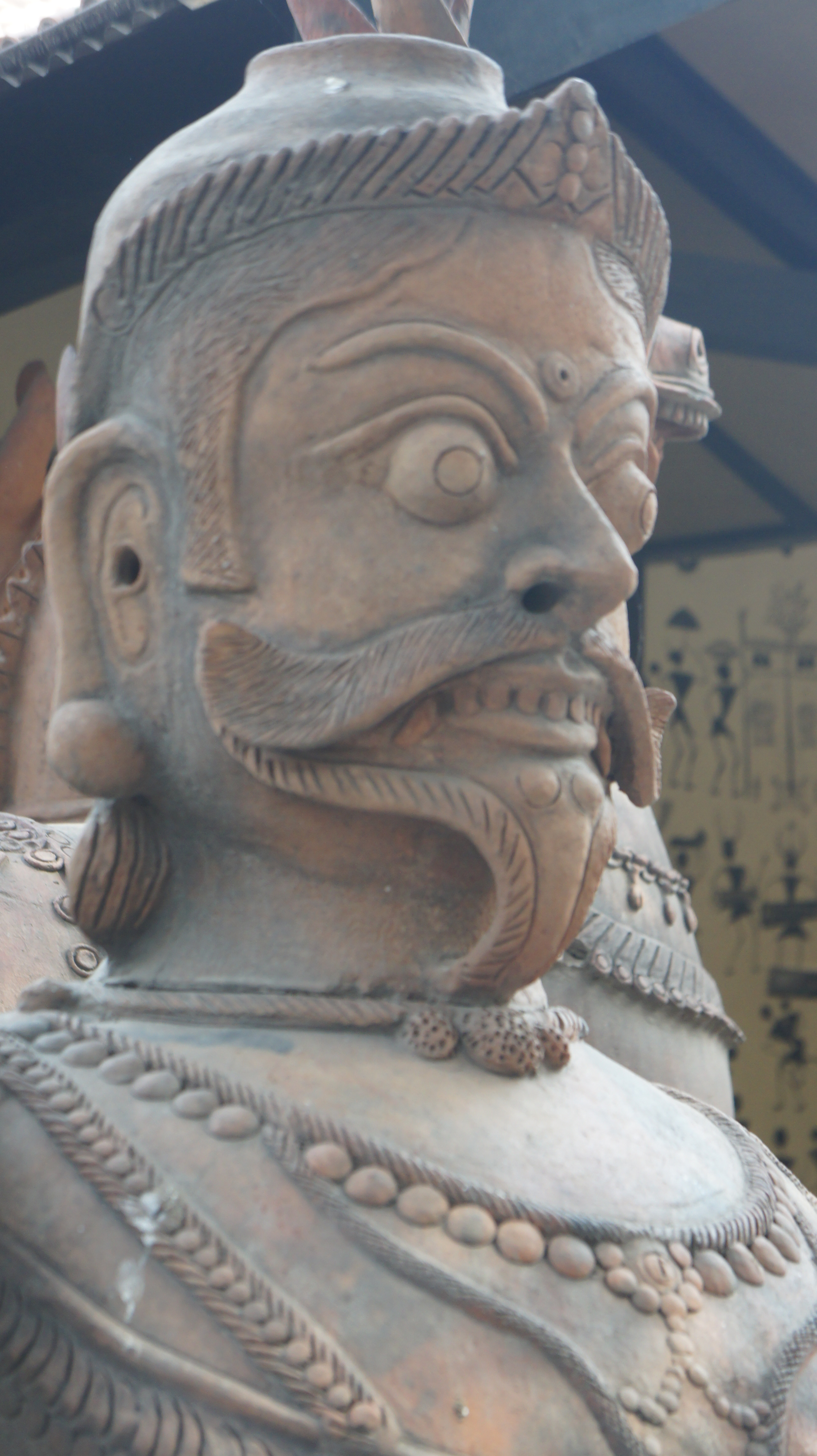
Aiyanar-Statue

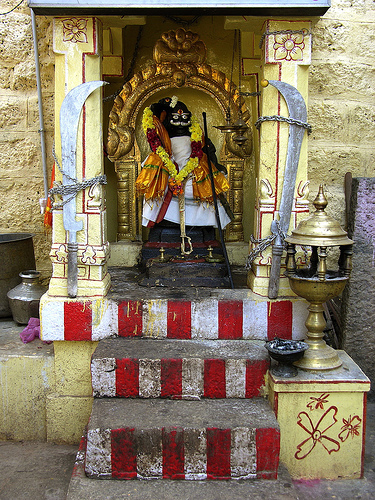
Schrein bei Madurai

Aiyanar (Tamil ஐயனார்) ist eine Gottheit der indischen Mythologie. Er gilt als Schutzgottheit der tamilischen Landbevölkerung.
Im Mythos ist Aiyanar ein Sohn des Shiva und der Mohini, einer weiblichen Erscheinungsform des Vishnu. Seine Frauen sind Puranai und Pudgalai. Als Helfer Indras maß er sich an, als Herrscher über die Erde aufzutreten, weshalb er von ihm gemeinsam mit den Saptamatas zum Beschützer der Menschen und Herrscher über die Dämonen auf die Erde verbannt wurde. Er reitet seitdem gemeinsam mit seinen beiden Leibwächtern Madurai Viran und Muniandi mit einer Keule bewaffnet um die Dörfer, um böse Dämonen zu vertreiben. Die Begegnung mit ihm soll Unheil bringen, da er die Menschen, denen er begegnet, für Dämonen hält. 
Dargestellt wird er meist mit roter Hautfarbe und geflochtenen Haaren, er trägt Perlenketten, seine Keule, ein Zepter oder einen Bogen. Neben seiner Statue werden häufig lebensgroße weiße Pferde, Elefanten und andere Tiere aufgestellt.
Er ist einer der wenigen männlichen Gottheiten, die bei den Tamilen eigenständig und nicht nur als Begleiter einer weiblichen Gottheit verehrt wird. Besonders nach der Genesung von einer Krankheit werden ihm im Süden Tamil Nadus und Keralas Votivgaben in Form von Tonpferden, aber auch Figuren von Elefanten, Hunden oder Kriegern dargebracht. Zu seinem öffentlichen, im April oder Mai stattfindenden Fest werden seine Kultstatuen gewaschen und verhüllt, daraufhin werden diesen Früchte, Reis und Zucker geopfert. Sein Leibwächter Viran erhält als Tieropfer Schafe und Geflügel. Sein Kult ist in jüngster Vergangenheit wieder erstarkt, was auf Radio- und Fernsehprogramme zurückgeführt wird, die ihn zum Thema hatten.